# جاناتان یانگ
جاناتان یانگ (انگلیسی: Jonathon Young؛ زادهٔ ۸ مهٔ ۱۹۷۳) بازیگر اهل کانادا است. وی از سال ۱۹۹۶ میلادی تاکنون مشغول فعالیت بوده‌است. 
از فیلم‌ها یا برنامه‌های تلویزیونی که وی در آن نقش داشته است، می‌توان به مه و خرسی به نام وینی اشاره کرد.